# AT-AT
L'AT-AT (All Terrain Armored Transport, lett. "trasporto corazzato per ogni terreno"), chiamato anche camminatore, quattropode o con il termine inglese imperial walker, è un veicolo immaginario presente nella saga di Guerre stellari. Si tratta di un'arma pesante d'assalto appartenente all'Impero. È il modello avanzato degli AT-TE
Compare per la prima volta in Star Wars: Episodio V - L'Impero colpisce ancora e riappare in Star Wars: Episodio VI - Il ritorno dello Jedi e in diversi videogiochi e fumetti basati sulla saga.

## Descrizione

### Caratteristiche
I camminatori sono progettati per gli assalti di superficie su ogni tipo di ambiente: dal deserto alle pianure ghiacciate (ne sono state costruite anche versioni acquatiche). Nonostante le devastanti armi incorporate, è grazie alle sue enormi zampe, con le quali schiaccia tutto quello che si trova sul proprio cammino, che è diventato famoso per la sua efficacia in campo. Sono relativamente lenti, e questo li può rendere piuttosto vulnerabili ad imboscate ed attacchi a sorpresa, anche se la loro corazza è praticamente indistruttibile
Un AT-AT comandato da piloti esperti, comunque, può mostrare grande flessibilità che, combinata con una buona potenza di fuoco, lo rende quasi invincibile ad ogni attacco nemico.

### Storia
Quando l'agente Kallus attaccò i ribelli sul pianeta Seelos utilizzò tre AT-AT contro l'AT-TE usato dai cloni Rex, Wolffe e Gregor e da Kanan Jarrus, Ezra Bridger, Sabine Wren e Garazeb Orellios. I tre mezzi però furono distrutti dai Ribelli, costringendo Kallus alla fuga (5 BBY).
Nella battaglia di Hoth furono usati per superare gli scudi difensivi dell'Alleanza Ribelle. Le truppe ribelli scoprirono che le loro armi erano incapaci di perforare i mezzi dell'Impero. Lo squadrone di snowspeeders T-47, dopo aver saputo di questa inoffensività, usò i cavi montati sul retro per bloccare le gambe di un AT-AT, sgambettandolo e rendendolo inutilizzabile. Avrebbero poi sparato attaccando il punto debole degli AT-AT: il collo, l'unica parte non protetta da scudi anti-laser. Luke Skywalker distrusse un altro camminatore arrampicandosi sulla sua pancia e lanciando una granata all'interno. Un terzo AT-AT (quello del generale Veers) viene perso, ma non distrutto, quando si scontra con il pilota ribelle Hobbie che effettua un attacco suicida schiantandosi contro il mezzo. Nonostante la fuga di tutti i comandanti, la perdita di uomini e materiale ha causato un disastro per l'Alleanza Ribelle regalando all'Impero la prima grande vittoria strategica dopo la distruzione della Morte Nera.
Alcuni AT-AT furono inviati sulla Luna boscosa di Endor, ma non presero parte al combattimento contro i Ribelli. Tuttavia Luke Skywalker, dopo essersi arreso, venne trasportato in un AT-AT per incontrare Dart Fener.
I piloti di AT-AT sono estremamente competenti e si sono specializzati nella guida di queste armi mobili di grande potenza. Essi indossano una uniforme grigia, accompagnata a volte da una tuta nera, tipica dei piloti di TIE.
È inoltre possibile che gli AT-AT della battaglia di Hoth siano stati migliorati (o comunque modificati), in quanto i ribelli si stupirono del fatto che i loro blaster fossero inutili contro gli scudi dei camminatori. Un'altra differenza è data dal fatto che la velocità massima raggiunta dai camminatori fu di 9 km/h, mentre quella standard superava i 60. La causa di questo rallentamento sembrò essere data dall'eccessivo carico di armi e soldati che trasportavano. L'ultima causa sarebbe quella ambientale, in quanto prima della battaglia c'era stata una forte nevicata che aveva lasciato della neve fresca, che faceva sprofondare gli AT-AT nel terreno.

## Dietro le quinte
I camminatori, apparsi per la prima volta in Star Wars: Episodio V - L'Impero colpisce ancora, sono stati realizzati con un intricato sistema di animazione a passo uno, detto stop-motion. Con questo procedimento, un dettagliato modello (che variava, a seconda delle scene, da 6 a 50 centimetri d'altezza) in scala dei camminatori veniva filmato un fotogramma alla volta, modificando leggermente il modellino, ad ogni fotografia. Quando poi la pellicola veniva impressa e proiettata, sembrava che gli AT-AT si muovessero da soli. Uno svantaggio di questa tecnica era quello che i movimenti, oltre a essere sconnessi, non erano fluidi, in quanto veniva fotografata un'immagine ferma. Il fatto che il camminatore non fosse un essere vivente, ma una macchina, rese comunque accettabile e plausibile il risultato finale. I tecnici degli effetti speciali studiarono a lungo i movimenti degli elefanti, che poi applicarono ai camminatori.
Inizialmente i modellini avrebbero dovuto essere aggiunti ad uno sfondo reale, girato in Norvegia, ma i risultati del compositing furono insoddisfacenti. Si decise allora di girare le scene con uno sfondo dipinto, nonostante i dubbi sulla plausibilità dello stesso. Mike Pangrazio, giovane artista che lavorava per la ILM all'epoca, convinse i supervisori, grazie a degli sfondi estremamente realistici di paesaggi innevati.

### Controversia
Nella metà degli anni ottanta, l'artista e pittrice Lee Seiler fece causa alla Lucasfilm, accusando la casa di produzione di plagio, in quanto il design degli AT-AT era molto simile a quello dei Garthian Walker, mezzi meccanici che aveva disegnato alla fine del 1977.
Seiler perse la causa in quanto non aveva portato prove materiali e anche perché registrò il nome Garthian Walker soltanto nel 1981, un anno dopo l'uscita al cinema di Star Wars: Episodio V - L'Impero colpisce ancora

## Gli AT-AT nella cultura di massa
- Il 1º maggio 2007 lo show di Conan O'Brien si trasferì brevemente a San Francisco e il presentatore, per l'occasione, ha visitato l'Industrial Light & Magic. Durante la sua visita, O'Brien è passato accanto ad un modellino dell'AT-AT e lo ha fatto cadere, rompendolo. Ha poi cercato di aggiustarlo, senza però riuscirci.[10]
- Lo show KND: Kommando Nuovi Diavoli presenta una gag ricorrente sul design degli AT-AT, per non parlare di un episodio dove i classici pulmini della scuola vengono rielaborati per ricordare gli AT-AT, compito di questi giganteschi mezzi di trasporto era far andare i bambini a scuola anche se fuori era in corso una forte nevicata; chiara parodia della battaglia di Hoth.
- Nello show Robot Chicken viene parodiata la scena della distruzione dell'AT-AT da parte di Luke.
- Nell'episodio Fatti e Assuefatti della serie televisiva I Simpson è presente un'elaborata parodia di Star Wars: Episodio I - La minaccia fantasma, dove compare un AT-AT parlante. La citazione ha lasciato perplessi molti in quanto Guerre stellari e George Lucas vengono parodiati spesso nella serie, mentre in quell'occasione il titolo del film era Cosmic Wars e tutti i nomi dei personaggi erano storpiati.
- Nel film Captain America: Civil War Spider-Man paragona Giant-Man a un AT-AT, e usa la stessa tattica per farlo cadere a terra, tramite le sue ragnatele.

## Apparizioni
- Star Wars: Commander
- Star Wars: L'Impero in guerra (oltre ai comuni AT-AT, c'è un'unità speciale comandata dal generale Veers, che è uno degli eroi giocabili)
- Star Wars Rebels - Resti della Vecchia Repubblica
- Star Wars: Episodio V - L'Impero colpisce ancora
- Star Wars: Episodio VI - Il ritorno dello Jedi
- Star Wars: Battlefront
- Star Wars: Battlefront II
- Star Wars: Jedi Knight: Jedi Academy
- Star Wars: Il potere della Forza
- Star Wars: Rogue Squadron
- Lego Star Wars II: The Original Trilogy
- LEGO Star Wars: Il risveglio della Forza (un AT-AT distrutto viene visto nel deserto del pianeta Jakku; diversi AT-AT si trovano sulla Base Starkiller in un livello DLC)
- Star Wars: Episodio VII - Il Risveglio della Forza (un AT-AT distrutto viene visto nel deserto del pianeta Jakku).
- Star Wars: Episodio VIII - Gli ultimi Jedi
- Star Wars: Shadows of the Empire
- Star Wars: Rogue Squadron II: Rogue Leader
- Star Wars: Rogue Squadron III: Rebel Strike
- Star Wars: Demolition
- Dark Forces: Soldier for the Empire
- Star Wars Infinities: A New Hope (non canonico)
- Star Wars Galaxies
- River of Chaos
- Republic HoloNet News Core Edition 14:7:02
- Star Wars Republic: The Battle of Jabiim
- Republic HoloNet News Core Edition 14:9:01
- It Takes a Thief
- Star Wars Infinities: The Empire Strikes Back (non canonico)
- Entrenched
- Gathering Shadows
- X-wing Rogue Squadron: Mandatory Retirement
- Star Wars: Jedi Knight: Dark Forces II
- The Battle of Cadinth
- X-wing: Rogue Squadron
- Tatooine Ghost
- X-wing: Isard's Revenge
- Dark Empire
- Dark Empire II
- Dark Apprentice
- Vision of the Future
- Dark Tide I: Onslaught
- Revenants
- Agents of Chaos II: Jedi Eclipse
- Star by Star
- The Unifying Force